# Karl von Roques

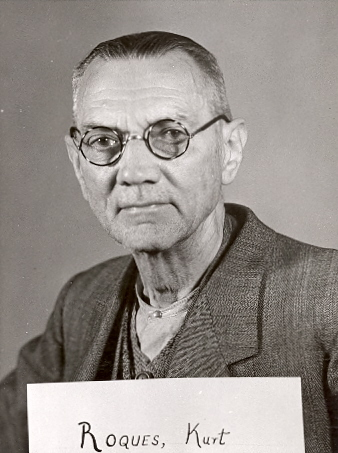
Karl von Roques als Angeklagter bei den Nürnberger Prozessen (1947)

Karl von Roques (* 7. Mai 1880 in Frankfurt am Main; † 24. Dezember 1949 in Nürnberg) war ein deutscher General der Infanterie. Im Zweiten Weltkrieg war er von Mitte März bis Ende Oktober 1941 Befehlshaber des Rückwärtigen Heeresgebietes der Heeresgruppe Süd. Nach Kriegsende wurde er im OKW-Prozess wegen Erschießungen und anderer Kriegsverbrechen in seinem Kommandobereich zu einer Haftstrafe von zwanzig Jahren verurteilt. Er starb kurz nach seiner krankheitsbedingten Entlassung aus der Haft.

## Familie
Karl Jerome Christian Georg Kurt von Roques entstammte einem hugenottischen Adelsgeschlecht. Die Vorfahren von Roques flohen vor der Verfolgung unter Ludwig XIV. ab 1685 nach dem Edikt von Fontainebleau. In Kurhessen waren die männlichen Mitglieder zunächst hauptsächlich Beamte und später Offiziere. Im 19. Jahrhundert gab es sechs Offiziere, darunter Großvater und Vater, in der Familie. Sein Vater Theodor war zum Zeitpunkt der Geburt von Karl Hauptmann und Kompaniechef im 1. Kurhessischen Infanterie-Regiment Nr. 81. Sein Vater brachte es bis zum Rang eines Generalmajors. Seine Mutter Hedwig war eine geborene von Tallen-Wilczewska. Karl von Roques wechselte bis zum Abitur sieben Mal wegen Versetzungen seines Vaters den Wohnsitz. Roques machte am 7. März 1899 Abitur am Wilhelmsgymnasium in Kassel. In erster Ehe heiratete er im Mai 1905 Caroline (genannt Lilly) von Apell, die im Februar 1935 starb. Im September 1936 heiratete er Marie Gertrud Keib, geschiedene Hellwig. Diese war seit Februar 1932 Mitglied der NSDAP, was Karl von Roques nie wurde.
Karl von Roques ist der Cousin des drei Jahre älteren Franz von Roques, später ebenfalls General der Infanterie und Befehlshaber des Rückwärtigen Heeresgebietes. Ein weiterer Cousin der beiden war der Arzt Kurt Rüdiger von Roques.

## Militärdienst bis zum Ersten Weltkrieg
Karl von Roques trat nur zwei Tage nach dem Abitur am 9. März 1899 als Fahnenjunker in das Infanterie-Regiment „von Wittich“ (3. Kurhessisches) Nr. 83 der Preußischen Armee in Kassel ein. Er wurde am 17. Oktober 1899 zum Fähnrich befördert. Roques wurde am 18. August 1900 zum Leutnant, das Patent wurde dabei auf den 30. Januar 1900 datiert, befördert. Am 1. Oktober 1908 wurde er für drei Jahre an die Kriegsakademie in Berlin kommandiert. Damit war der Grundstein zu einem Aufstieg in höhere Ränge des Militärs gelegt, da beispielsweise 1909 nur 480 Offiziere zur Kriegsakademie abkommandiert wurden. Auf der Kriegsakademie wurde er am 18. Oktober 1909 zum Oberleutnant befördert. Anschließend diente er als Bataillonsadjutant in seinem Regiment. Am 1. April 1912 wurde er zur Generalstabsausbildung in den Großen Generalstab nach Berlin kommandiert. Beim Großen Generalstab wurde er am 1. April 1914 zum Hauptmann befördert.

## Erster Weltkrieg
Mit Beginn des Ersten Weltkriegs wurde er zum Stab des VIII. Reserve-Korps versetzt. Mit diesem nahm er am Westfeldzug teil. 1915 erfolgte seine Verwendung im Stab der 8. Ersatz-Division. Im Herbst 1916 wurde er dann als Erster Generalstabsoffizier (Ia) bei der 215. Infanterie-Division eingesetzt. Auch diese beiden Divisionen waren an der Westfront, genauer zwischen Maas und Marne bzw. in der Champagne, eingesetzt. Ab Februar 1917 erfolgte krankheitsbedingt sein Einsatz im Kriegsministerium in Berlin. Im Kriegsamt des Kriegsministerium war er mit der Beschaffung von Rohstoffen und Rüstungsmaterial beschäftigt. Er wurde am 18. Mai 1918 zum Major befördert. Er wurde während des Krieges mit den beiden Klassen des Eisernen Kreuzes sowie  zahlreiche weiteren Orden ausgezeichnet.

## Zwischen den Kriegen
Nach Kriegsende wurde er in die Reichswehr übernommen. Er wurde wie nur 4000 andere Offiziere aus etwa 34.000 Offizieren der alten Armee ausgewählt. Er blieb weiter im nunmehr Reichswehrministerium genannten Ministerium in Berlin eingesetzt. In der Heeres-Ausbildungsabteilung arbeitete er an Ausbildungsrichtlinien der Reichswehr. Am 1. Oktober 1921 wurde er als Generalstabsoffizier in den Stab der 2. Division nach Stettin versetzt, wo er für die Ausbildung der Führergehilfen zuständig war. Die Führergehilfenausbildung war eine getarnte Ausbildung von Generalstabsoffizieren, da diese nach den Bestimmungen des Versailler Vertrags verboten war. Am 1. Oktober 1923 wurde er dann Kommandeur des II. Bataillons des 13. (Württembergischen) Infanterie-Regiments in Ludwigsburg. Mit seinem Bataillon wurde Roques kurz darauf gegen Anhänger der KPD in Sachsen eingesetzt. Er erwähnt in seinen Kriegserinnerungen die Eroberung der Stadt Plauen. Näheres über diesen Einsatz scheint nicht bekannt zu sein. Er wurde am 1. August 1924 zum Oberstleutnant befördert und am 1. Februar 1927 in den Stab des 13. Infanterie-Regiments versetzt. Am 1. April 1927 wurde er als Ia zum Gruppenkommando 2 nach Kassel versetzt. Am 1. Februar 1928 wurde er zum Oberst befördert. Am 1. April 1929 erfolgte die Versetzung in den Stab des 16. Infanterie-Regiments in Oldenburg. Zum 1. Oktober 1929 wurde er zum Kommandeur des 16. Infanterie-Regiments ernannt. Am 1. Mai 1931 wurde er zum Generalmajor befördert. Roques wurde am 1. Oktober 1931 zum Infanterieführer I in Allenstein ernannt. Da in der Reichswehr nur wenige Planstellen für höhere Offiziere vorhanden waren, erhielt Roques, wie die meisten Generalmajore auch, die Aufforderung, den Abschied einzureichen. Mit der Verabschiedung aus dem Dienst des Heeres am 31. Januar 1933 wurde ihm der Charakter eines Generalleutnants verliehen.
Am 1. August 1934 wurde Roques zum Vizepräsidenten und Chef des Stabes des Reichsluftschutzbundes (RLB) berufen. Der RLB unterstand dem Reichsluftfahrtministerium und war für den zivilen Luftschutz im Reich zuständig. Er hatte 1933 fünf Millionen Mitglieder und vergrößerte die Mitgliederzahl bis 1939 auf 15 Millionen. Am 30. April 1936 wurde Roques dann zum Präsidenten des Reichsluftschutzbundes ernannt. Am 1. Oktober 1938 wurde er zum Generalleutnant befördert und in die Luftwaffe übernommen. Zum 1. Juni 1939 wurde er zum General z. b. V. beim Oberbefehlshaber der Luftwaffe Hermann Göring und im Reichsluftfahrtministerium ernannt. Bei der Verabschiedung aus dem aktiven Dienst der Luftwaffe am 30. Juni 1939 wurde Roques der Charakter eines General der Flakartillerie verliehen. Nach der Verabschiedung beschwerte sich Roques beim Luftwaffenpersonalamt darüber, dass er weder ein Schreiben noch ein handsigniertes Bild Adolf Hitlers erhalten hatte. Ferner hätte er sich nicht bei Göring abmelden können und auch die Presse hätte keine Meldung über seinen Abschied gebracht. Das Luftwaffenpersonalamt beschied seinen Brief abschlägig. Nach dem Krieg behauptete Roques im OKW-Prozess, er sei für die Beteiligung von Juden bei Luftschutzübungen eingetreten und deshalb entlassen worden. Nach Einschätzung der Richter konnte er seine Behauptung nicht schlüssig belegen.

## Zweiter Weltkrieg
Zum 1. Dezember 1939 wurde er nach 1936 erneut reaktiviert und zum Kommandeur der neu aufzustellenden 143. Reserve-Division ernannt. Im Mai 1940 gab er das Kommando über die Division wieder ab. Mitte Mai 1940 wurde er zur General z. b. V. III ernannt. Er war für die Ausbildung der in Belgien und Nordfrankreich stationierten Landesschützenbataillone zuständig. Vom 15. März 1941, kurz vor Beginn des Überfalls auf die Sowjetunion, bis Ende Oktober 1941 war er Befehlshaber des Rückwärtigen Heeresgebietes („Berück“) 103 in der Heeresgruppe Süd unter Generalfeldmarschall Gerd von Rundstedt. Am 1. Juli 1941 erfolgte seine Beförderung zum General der Infanterie.
Er nahm die jüdische Bevölkerung seines Kommandogebietes als Bedrohung der Sicherheit wahr. Am 16. August 1941 befahl Roques im rückwärtigen Heeresgebiet Süd: „Sabotageakte sind, sofern der Täter nicht zu ermitteln ist, nicht den Ukrainern, sondern den Juden und Russen zur Last zu legen; ihnen gegenüber sind daher Repressalien anzuwenden.“ Auf diese Weise machte er Juden und Russen zu „Sündenböcken“ für alle Sabotageakte in der Ukraine. Dabei legte er Wert darauf, dass Morde und Massaker an Juden, die er befürwortete, von Polizei- und SS-Einheiten, nicht von Angehörigen der Wehrmacht durchzuführen seien.
Beim Massaker von Kamenez-Podolsk vom 26. bis zum 28. August 1941 spielte von Roques eine bedeutsame Rolle. Da er wusste, dass die Errichtung des Reichskommissariats Ukraine am 1. September erfolgen würde, wollte er ein „befriedetes“, von Juden freies Gebiet an die künftige Zivilverwaltung übergeben. So verständigte er sich sehr schnell mit dem Höheren SS- und Polizeiführer (HSSPF) Russland Süd, Friedrich Jeckeln, dass diese zu beseitigen waren: „Ob es Jeckeln war, der v. Roques den Mord vorschlug oder umgekehrt“, so das Resümee des Historikers Hasenclever, „lässt sich nicht mehr nachvollziehen“. Im Ergebnis wurden an diesen drei Tagen 23.600 Juden unter Jeckelns Aufsicht von dessen „Aktionsstab“ und vom Polizei-Bataillon 320 ermordet.
In einem Befehl am 1. September 1941 verbot von Roques Beschlagnahme, Plünderungen und Exekutionsmaßnahmen durch Soldaten. Dabei stellte er klar, dass diese Verbote auch gegenüber Juden einzuhalten waren: „Jedes eigenmächtige Erschießen von Landesbewohnern, auch von Juden, durch einzelne Soldaten sowie die Beteiligung an Exekutionsmaßnahmen der SS.-Polizeikräfte sind daher als Ungehorsam mindestens disziplinarisch zu ahnden, sofern nicht gerichtliches Einschreiten notwendig ist“. Sein Beweggrund für diese disziplinarischen Drohungen war, so der Historiker Johannes Hürter, dass er als um die „Manneszucht“ der Truppe besorgter Befehlshaber spontanes „Mitmorden“ von Wehrmachtssoldaten verhindern und der SS überlassen wollte. Eine „Verwilderung der Truppe“ durch entsprechende eigenmächtige Aktionen von Soldaten hätte seine Autorität als Befehlshaber angegriffen und wäre als Führungsschwäche erschienen.
Roques einigte sich zügig auf die Zusammenarbeit mit dem Höheren SS- und Polizeiführer (HSSPF) Friedrich Jeckeln und unterstützte die Einsatzgruppen C und D bei ihren Mordaktionen gegen Juden, Zigeunern und andere Personen. Ob Karl von Roques zum Zeitpunkt des Massakers in der Schlucht von Babyn Jar bei Kiew am 29. und 30. September 1941 die Befehlsgewalt in Kiew innehatte, konnte im OKW-Prozess 1949 nicht eindeutig geklärt werden. Roques behauptete dort, bei diesem größten einzelnen Massaker im Zweiten Weltkrieg mit mehr als 34.000 Opfern, jüdischen Männern, Frauen und Kindern, keine Befehlsgewalt gehabt zu haben. Er habe auch keinen Zutritt nach Kiew erhalten und keine Informationen über das Massaker gehabt. Seinem Biographen, dem Historiker Jörn Hasenclever zufolge, ist es unklar, ob Roques zu dem Zeitpunkt die Befehlsgewalt über Kiew hatte, da die Befehlsstrukturen in Kiew Ende September sehr verworren und von einem regelrechten „Kompetenzgerangel“ geprägt gewesen seien. Roques wusste aber „aus erster Hand, was in Kiew geschah.“ Er hatte seinen Stabschef nach Kiew geschickt. Dort befanden sich auch Teile der ihm unterstehenden 454. Sicherungsdivision. Die unterrichtete ihn sehr genau von dem Massenmord im Allgemeinen und auch in Einzelheiten, beispielsweise dass dabei auch Frauen und Kinder umgebracht worden waren und alle Opfer ihren Schmuck und ihre Kleidung vor der Exekution ablegen mussten. Zudem hatte Roques in einer Meldung an den Chef der Abteilung Kriegsverwaltung im Amt des Generalquartiermeisters mitgeteilt: „Größere Maßnahmen gegen unerwünschte Bevölkerungsteile“ würden sich „als notwendig erweisen“.
Ende Oktober 1941 wurde Roques in die Führerreserve des OKH versetzt. Am 14. Februar 1942 erhielt er für seine Leistungen im rückwärtigen Heeresgebiet das Deutsche Kreuz in Silber verliehen. Am 1. Juni 1942 wurde er zum Kommandeur des rückwärtigen Armeegebietes („Korück“) im Gebiet der Heeresgruppe Süd ernannt. Nach der Teilung der Heeresgruppe Süd in die Heeresgruppen A und B wurde er dann am 20. Juli 1942 zum Kommandierenden General der Sicherungstruppen und Befehlshaber rückwärtigen Armeegebietes der Heeresgruppe A ernannt. Im Rahmen der Aktion „Winterfestigkeit“, die Generale betraf, welche nach Einschätzung des Heerespersonalamts „den hohen Anforderungen des russischen Winters voraussichtlich nicht mehr gewachsen“ seien, wurde er am 1. Januar 1943 in die Führerreserve versetzt. Am 31. März wurde Roques aus dem Dienst verabschiedet. Nach einem Urlaub reiste er im August 1943 als Beauftragter des DRK nach Warschau. Was genau seine Aufgaben waren, scheint unklar zu sein. Schon nach wenigen Wochen kehrte er ins Reich zurück. Nachdem seine Wohnung in Berlin bei einem Bombenangriff zerstört wurde, siedelte er nach Oberurff in Nordhessen um.

## Nach Kriegsende
Anfang 1946 stellte Roques beim Landratsamt einen Antrag auf Armenunterstützung. Im Oktober 1947 wurden er und sein Cousin Franz von Roques zur Zeugenaussage nach Nürnberg geladen. Dabei ging es um die Vorbereitung des OKW-Prozesses, eines der zwölf Nürnberger Nachfolgeprozesse. Karl von Roques wurde am 5. Februar 1948 als einer von 14 Generälen angeklagt. Drei Angeklagte im OKW-Prozess waren Angehörige des OKW, die anderen Armee- und Heeresgruppen-Oberbefehlshaber. Sein Verteidiger war Edmund Tipp.
Im Mittelpunkt des OKW-Prozesses standen Kriegsverbrechen und Verbrechen gegen die Menschlichkeit, insbesondere die verbrecherischen Befehle der Wehrmachtführung, ihre Weitergabe und Befolgung, die zu einer Vielzahl von ungeheuerlichen Kriegsverbrechen geführt hatte. Vor Gericht versuchte Roques Verteidiger nachzuweisen, dass Karl von Roques frei von persönlicher Schuld sei. Von Erschießungen und anderen Verbrechen in seinem Kommandobereich hätte er keine Kenntnis gehabt. Die Verteidigung versuchte nachzuweisen, wann Roques urlaubsbedingt abwesend war und zu welchem Zeitpunkt er keine Befehlsgewalt über bestimmte Verbände hatte, deren Berichte für die Anklage dienten. Andererseits musste Roques zugeben, von der SS persönlich über Judenerschießungen informiert worden zu sein. Am 28. Oktober 1948 wurde er zu zwanzig Jahren Haft verurteilt. Der Schuldspruch umfasste u. a. Unterstützung des SD bei illegalen Exekutionen von Juden, Zivilisten und Kriegsgefangenen, Tolerierung von Selektionen durch den SD in Gefangenenlagern seiner Zuständigkeit, Vernachlässigung und Ermordung von Kriegsgefangenen, Anordnung exzessiver Vergeltungsmaßnahmen bei Partisanenbekämpfung, Verfolgung von Juden (durch Ghettoisierung, Verbot der Religionsausübung, Vermögensentzug) und Auslieferung von Juden und Kommunisten an den SD. Dies war das zweithöchste Urteil im dortigen Prozess. Sein Cousin Franz von Roques setzte sich, unterstützt von den beiden großen Kirchen, für ein Gnadengesuch ein. Im Mai 1949 wurde er aus dem Kriegsverbrechergefängnis Nr. 1 in Landsberg am Lech in ein Krankenhaus nach Nürnberg verlegt, da er u. a. an Sklerose litt. Auch zwei Operationen verliefen erfolglos. Am 24. Dezember 1949 starb er, kurz nachdem er krankheitsbedingt aus der Haft entlassen worden war. Roques war der einzige Befehlshaber eines Rückwärtigen Heeresgebietes, der jemals angeklagt wurde.